# Sundstrom
Sundstrom è un'isola dell'arcipelago Kodiak ed è situata nel golfo dell'Alaska, (USA). Si trova a sud dell'isola Kodiak vicino alla punta occidentale di Aiaktalik. Amministrativamente appartiene al Borough di Kodiak Island ed è disabitata.
L'isola ha una superficie di 1,2 km² e il suo punto più alto è di 29 m.
Sundstrom è stata così denominata nel 1906 dal capitano Hodgkins in onore del timoniere Gustaf L. Sundstrom, membro dell'equipaggio del vascello Patterson, perito in mare. Altri nomi dell'isola sono stati Ajanahtack, Isechtalik, Little Aiktalik, Wart Island.